# Едвабне
Едвабне (пол. Jedwabne, нем. Seidenhof, идиш יעדוואבנע‎, устар. рус. Едвабно) — город в Польше, входит в Подляское воеводство, Ломжинский повят. Имеет статус городско-сельской гмины. Занимает площадь 11,47 км². Население — 1632 человека (на 2018 год).

## История

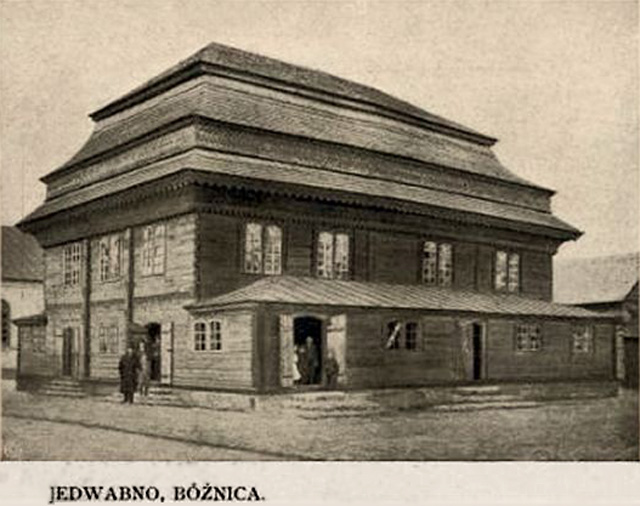
Синагога в Едвабно, сгоревшая в 1913 году

Едвабно впервые упомянут в документах 1455 года. В 1736 году получил городское право от короля  Августа III. В 1737–1738 годах была построена деревянная католическая церковь с двумя колокольнями, а около 1770 года — деревянная синагога.
В 1795 году, в результате Третьего раздела Польши территория города была аннексирована Пруссией, в 1807 году отошла к Герцогству Варшавскому, в 1815 года- в состав Царства Польского.
В 1940—1944 годах Едвабно было центром Едвабновского района Белостокской области Белорусской ССР.

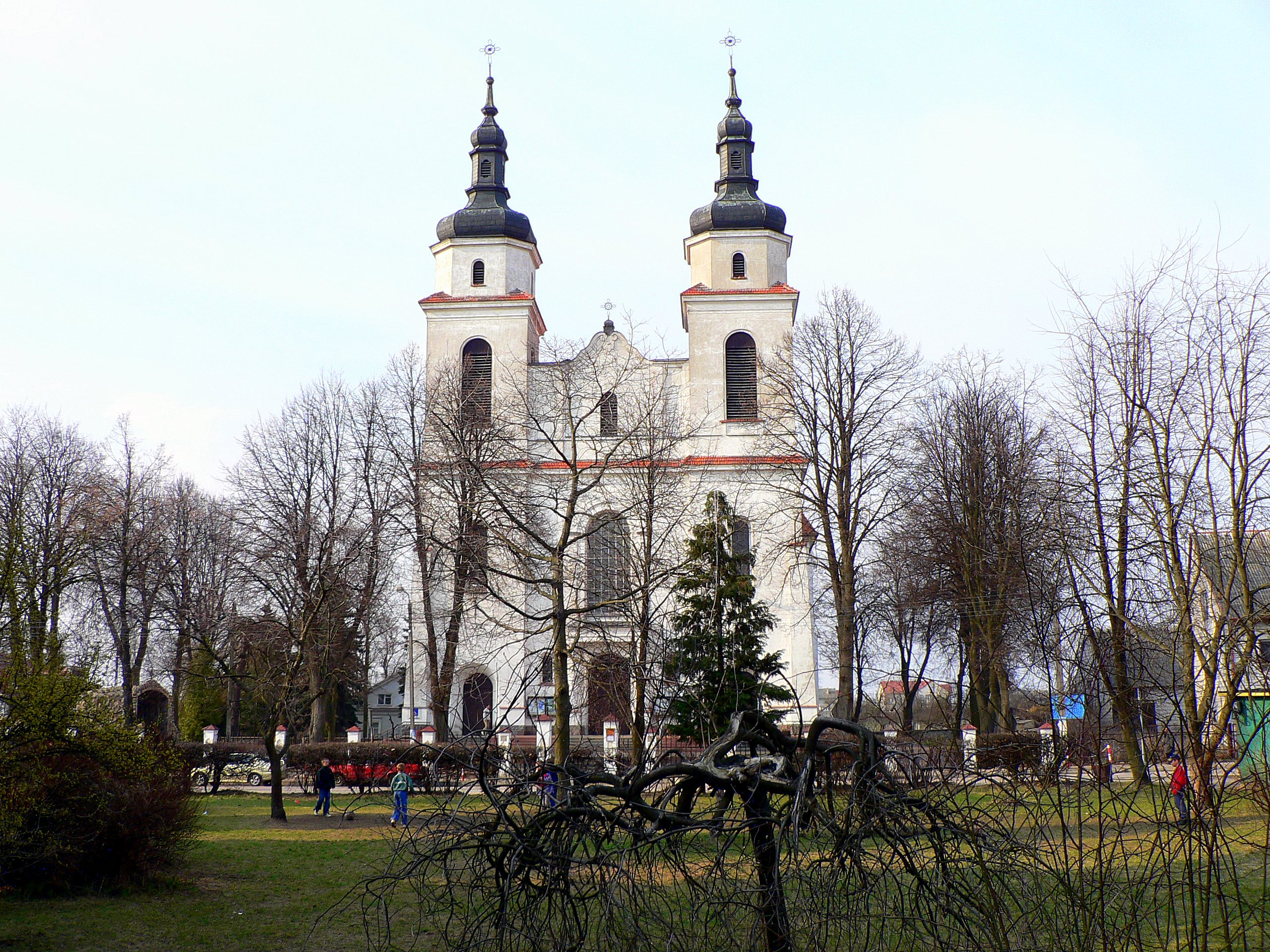
Костёл

10 июля 1941 года местные польские жители согнали полторы тысячи евреев — женщин, стариков, детей, выживших в погромах, начавшихся после отступления Красной Армии из Белостокской области БССР, в овин и сожгли заживо (смотри статью Погром в Едвабне).
21 сентября 2001 года президент Польши Александр Квасьневский принёс извинения от лица польского народа.